# На тому стоїмо
На тому стоїмо (англ. Hard Ground) — американський пригодницький фільм 2003 року.

## Сюжет
Легендарний «мисливець за головами» Джон МакКей по несправедливому звинуваченню у вбивстві 11 років просидів у знаменитій в'язниці Юма, хоча більшість тутешніх ув'язнених не переживають і меншого терміну. Коли злісний садист і вбивця Баклин втік з в'язниці, розправившись з охороною та іншими ув'язненими, дивом вцілілому МакКею довелося допомагати шерифові Хатчинсону, який його і посадив.
Але Хатчинсон втягнув у погоню за Бакліном і його бандою, сина Маккея — Джошуа. МакКей ставить Хатчинсону тільки дві умови: його син не повинен загинути, а сам він не повинен повернутися у в'язницю.

## У ролях
- Берт Рейнолдс — Джон МакКей
- Брюс Дерн — шериф Хатч Хатчинсон
- Емі Джо Джонсон — Елізабет Кеннеді
- Сет Петерсон — Джошуа
- Девід Фільолі — Біллі Баклін
- Мартін Коув — Флойд
- Ларрі Хенкін — Беззубий
- Майкл Шамус Вайлз — Мундо
- Білл Хендерсон — Джуніор Ганн
- Серхіо Кальдерон — генерал Джесус Наварро
- Ренді Стріплінг — МакМорді
- Девід Еткінсон — заступник Данлеп
- Едвард Фолкнер — начальник в'язниці
- Девід С. Касс ст. — Пайк
- Френк Шарп — високий чоловік
- Шоун Патрік Неш — бандит 1

в титрах не вказані
- Стів Коббс — охоронець в'язниці
- Денніс Фіцджералд — конвоїр
- Бред Хейнер — бандит
- Ленс Ленфіар — Mexican rebel
- Роберт А. Ноуотні — Cowpoke in cantina
- Вільям Рік Янг — бандит